# Heinz Wagner (Rechtswissenschaftler, 1926)
Heinz Wagner (* 25. Mai 1926 in Mainz; † 17. Dezember 2023) war ein deutscher Rechtswissenschaftler und Hochschullehrer für Staats- und Verwaltungsrecht an der Freien Universität Berlin.

## Leben und Wirken
Wagner studierte Moderne Sprachen und Rechtswissenschaften. 1954 wurde er von der Universität Gießen zum Dr. iur. promoviert, zwei Jahre später erwarb er zusätzlich die Licence en droit. Nach seiner Rückkehr nach Deutschland 1957 arbeitete er zunächst für die Wirtschaftsvereinigung Eisen- und Stahlindustrie in Düsseldorf, bevor er sich wieder seiner akademischen Karriere widmete. An der Universität Köln wurde er 1958 Assistent. Dort habilitiert er sich auch 1963 mit einer europarechtlichen Schrift und war fortan als Privatdozent in Köln tätig. Ab 1966 hatte er einen ordentlichen öffentlichrechtlichen Lehrstuhl an der Universität Saarbrücken inne. 1970 wechselte er auf einen ordentlichen Lehrstuhl für Staats- und Verwaltungsrecht an die Freie Universität Berlin, den er bis zu seiner Emeritierung 1994 innehatte.
Wagners Forschungsschwerpunkte lagen im Öffentlichen Recht, vor allem im Völkerrecht und im Polizeirecht. Insbesondere zum Polizeigesetz Nordrhein-Westfalens hat er 1987 einen Kommentar herausgegeben. Darüber hinaus lag ein weiterer Schwerpunkt in der Rechtstheorie.

## Schriften (Auswahl)
- Grundbegriffe des Beschlußrechts der Europäischen Gemeinschaften. Carl Heymanns, Köln 1965 (Habilitationsschrift).
- Die Vorstellung der Eigenständigkeit in der Rechtswissenschaft. Ein Beitrag zur juristischen Systematik und Terminologie. Duncker & Humblot, Berlin 1967, ISBN 978-3-428-01613-6.
- mit Karl Haag: Die moderne Logik der Rechtswissenschaft (= Studien und Texte zur Theorie und Methodologie des Rechts. 5). Gehlen, Bad Homburg 1970.
- Der arabisch-israelische Konflikt im Völkerrecht (= Schriften zum Völkerrecht. Band 15). Duncker & Humblot, Berlin 1971, ISBN 978-3-428-02499-5.
- Recht als Widerspiegelung und Handlungsinstrument. Beitrag zu einer materialistischen Rechtstheorie. Pahl-Rugenstein, Köln 1976, ISBN 978-3-7609-0211-1.
- Normenbegründung. Einführung in die spätbürgerliche Geltungsdiskussion (= Studien zur Dialektik). Pahl-Rugenstein, Köln 1982, ISBN 3-7609-0683-4.
- Polizeirecht, kritisch dargestellt am Berliner ASOG, am Musterentwurf eines einheitlichen Polizeigesetzes und an der StPO. Berlin-Verl., Berlin 1982, ISBN 3-87061-111-1.